# Mario González (calciatore 1997)
Mario Antonio González Martínez (San Miguel, 20 maggio 1997) è un calciatore salvadoregno, portiere dell'Alianza e della Nazionale salvadoregna.

## Carriera

### Club
Cresciuto nelle file del Luis Ángel Firpo, nel 2017 è stato integrato nella rosa della prima squadra. Ha militato nel club fino al 2019, salvo una parentesi in prestito al Los Andes nel 2018. Nel giugno 2019 si è trasferito al Santa Tecla. Ha militato nel club per una stagione, totalizzando 7 presenze e 9 reti subite in campionato. Il 14 maggio 2020 ha rescisso il contratto con il Santa Tecla. Rimasto svincolato, il 24 giugno 2020 è stato ingaggiato a parametro zero dall'Alianza Lima. 

### Nazionale
Ha debuttato in Nazionale maggiore il 5 giugno 2021, in Isole Vergini Americane-El Salvador (0-7). Ha partecipato, con la selezione salvadoregna, alla Gold Cup 2021, alla Gold Cup 2023, alle edizioni 2022-2023, 2023-2024 e 2024-2025 della CONCACAF Nations League. È sceso in campo, inoltre, nelle qualificazioni ai Mondiali 2022 e 2026.

## Statistiche

### Cronologia presenze e reti in nazionale
| Cronologia completa delle presenze e delle reti in nazionale ― El Salvador | Cronologia completa delle presenze e delle reti in nazionale ― El Salvador | Cronologia completa delle presenze e delle reti in nazionale ― El Salvador | Cronologia completa delle presenze e delle reti in nazionale ― El Salvador | Cronologia completa delle presenze e delle reti in nazionale ― El Salvador | Cronologia completa delle presenze e delle reti in nazionale ― El Salvador | Cronologia completa delle presenze e delle reti in nazionale ― El Salvador | Cronologia completa delle presenze e delle reti in nazionale ― El Salvador |
| Data                                                                       | Città                                                                      | In casa                                                                    | Risultato                                                                  | Ospiti                                                                     | Competizione                                                               | Reti                                                                       | Note                                                                       |
| -------------------------------------------------------------------------- | -------------------------------------------------------------------------- | -------------------------------------------------------------------------- | -------------------------------------------------------------------------- | -------------------------------------------------------------------------- | -------------------------------------------------------------------------- | -------------------------------------------------------------------------- | -------------------------------------------------------------------------- |
| 5-6-2021                                                                   | Saint Croix                                                                | Isole Vergini Americane                                                    | 0 – 7                                                                      | Camerun                                                                    | Qual. Mondiali 2022                                                        | -                                                                          |                                                                            |
| 8-6-2021                                                                   | San Salvador                                                               | El Salvador                                                                | 3 – 0                                                                      | Antigua e Barbuda                                                          | Qual. Mondiali 2022                                                        | -                                                                          |                                                                            |
| 12-6-2021                                                                  | Basseterre                                                                 | Saint Kitts e Nevis                                                        | 0 – 4                                                                      | El Salvador                                                                | Qual. Mondiali 2022                                                        | -                                                                          | 48’                                                                        |
| 15-6-2021                                                                  | San Salvador                                                               | El Salvador                                                                | 2 – 0                                                                      | Saint Kitts e Nevis                                                        | Qual. Mondiali 2022                                                        | -                                                                          |                                                                            |
| 26-6-2021                                                                  | Los Angeles                                                                | El Salvador                                                                | 0 – 0                                                                      | Guatemala                                                                  | Amichevole                                                                 | -                                                                          |                                                                            |
| 4-7-2021                                                                   | Pola                                                                       | Qatar                                                                      | 1 – 0                                                                      | El Salvador                                                                | Amichevole                                                                 | -1                                                                         |                                                                            |
| 11-7-2021                                                                  | Frisco                                                                     | El Salvador                                                                | 2 – 0                                                                      | Guatemala                                                                  | Gold Cup 2021 - Gironi                                                     | -                                                                          |                                                                            |
| 14-7-2021                                                                  | Frisco                                                                     | Trinidad e Tobago                                                          | 0 – 2                                                                      | El Salvador                                                                | Gold Cup 2021 - Gironi                                                     | -                                                                          |                                                                            |
| 18-7-2021                                                                  | Dallas                                                                     | Messico                                                                    | 1 – 0                                                                      | El Salvador                                                                | Gold Cup 2021 - Gironi                                                     | -1                                                                         |                                                                            |
| 24-7-2021                                                                  | Glendale                                                                   | Qatar                                                                      | 3 – 2                                                                      | El Salvador                                                                | Gold Cup 2021 - Quarti di finale                                           | -3                                                                         |                                                                            |
| 21-8-2021                                                                  | Carson                                                                     | El Salvador                                                                | 0 – 0                                                                      | Costa Rica                                                                 | Amichevole                                                                 | -                                                                          | 46’                                                                        |
| 2-9-2021                                                                   | San Salvador                                                               | El Salvador                                                                | 0 – 0                                                                      | Stati Uniti                                                                | Qual. Mondiali 2022                                                        | -                                                                          |                                                                            |
| 5-9-2021                                                                   | San Salvador                                                               | El Salvador                                                                | 0 – 0                                                                      | Honduras                                                                   | Qual. Mondiali 2022                                                        | -                                                                          |                                                                            |
| 8-9-2021                                                                   | Toronto                                                                    | Canada                                                                     | 3 – 0                                                                      | El Salvador                                                                | Qual. Mondiali 2022                                                        | -3                                                                         |                                                                            |
| 7-10-2021                                                                  | San Salvador                                                               | El Salvador                                                                | 1 – 0                                                                      | Panama                                                                     | Qual. Mondiali 2022                                                        | -                                                                          |                                                                            |
| 10-10-2021                                                                 | San José                                                                   | Costa Rica                                                                 | 2 – 1                                                                      | El Salvador                                                                | Qual. Mondiali 2022                                                        | -2                                                                         |                                                                            |
| 13-10-2021                                                                 | San Salvador                                                               | El Salvador                                                                | 0 – 2                                                                      | Messico                                                                    | Qual. Mondiali 2022                                                        | -2                                                                         |                                                                            |
| 12-11-2021                                                                 | San Salvador                                                               | El Salvador                                                                | 1 – 1                                                                      | Giamaica                                                                   | Qual. Mondiali 2022                                                        | -1                                                                         |                                                                            |
| 16-11-2021                                                                 | Panama                                                                     | Panama                                                                     | 2 – 1                                                                      | El Salvador                                                                | Qual. Mondiali 2022                                                        | -2                                                                         |                                                                            |
| 27-1-2022                                                                  | Columbus                                                                   | Stati Uniti                                                                | 1 – 0                                                                      | El Salvador                                                                | Qual. Mondiali 2022                                                        | -1                                                                         |                                                                            |
| 30-1-2022                                                                  | San Pedro Sula                                                             | Honduras                                                                   | 0 – 2                                                                      | El Salvador                                                                | Qual. Mondiali 2022                                                        | -                                                                          |                                                                            |
| 24-3-2022                                                                  | Kingston                                                                   | Giamaica                                                                   | 1 – 1                                                                      | El Salvador                                                                | Qual. Mondiali 2022                                                        | -1                                                                         |                                                                            |
| 27-3-2022                                                                  | San Salvador                                                               | El Salvador                                                                | 1 – 2                                                                      | Costa Rica                                                                 | Qual. Mondiali 2022                                                        | -2                                                                         |                                                                            |
| 30-3-2022                                                                  | Città del Messico                                                          | Messico                                                                    | 2 – 0                                                                      | El Salvador                                                                | Qual. Mondiali 2022                                                        | -2                                                                         |                                                                            |
| 4-6-2022                                                                   | San Salvador                                                               | El Salvador                                                                | 3 – 1                                                                      | Grenada                                                                    | CONCACAF Nations League 2022-2023                                          | -1                                                                         |                                                                            |
| 14-6-2022                                                                  | San Salvador                                                               | El Salvador                                                                | 1 – 1                                                                      | Stati Uniti                                                                | CONCACAF Nations League 2022-2023                                          | -1                                                                         | 85’                                                                        |
| 16-11-2022                                                                 | Managua                                                                    | Nicaragua                                                                  | 1 – 0                                                                      | El Salvador                                                                | Amichevole                                                                 | -                                                                          | 46’                                                                        |
| 27-3-2023                                                                  | Orlando                                                                    | Stati Uniti                                                                | 1 – 0                                                                      | El Salvador                                                                | CONCACAF Nations League 2022-2023                                          | -1                                                                         |                                                                            |
| 15-6-2023                                                                  | Toyota                                                                     | Giappone                                                                   | 6 – 0                                                                      | El Salvador                                                                | Amichevole                                                                 | -6                                                                         |                                                                            |
| 30-6-2023                                                                  | Harrison                                                                   | El Salvador                                                                | 0 – 0                                                                      | Costa Rica                                                                 | Gold Cup 2023 - Gironi                                                     | -                                                                          |                                                                            |
| 4-7-2023                                                                   | Houston                                                                    | Panama                                                                     | 2 – 2                                                                      | El Salvador                                                                | Gold Cup 2023 - Gironi                                                     | -2                                                                         |                                                                            |
| 13-10-2023                                                                 | Fort-de-France                                                             | Martinica                                                                  | 1 – 0                                                                      | El Salvador                                                                | CONCACAF Nations League 2023-2024                                          | -1                                                                         |                                                                            |
| 20-11-2023                                                                 | Willemstad                                                                 | Curaçao                                                                    | 1 – 1                                                                      | El Salvador                                                                | Amichevole                                                                 | -1                                                                         |                                                                            |
| 2-2-2024                                                                   | San José                                                                   | Costa Rica                                                                 | 2 – 0                                                                      | El Salvador                                                                | Amichevole                                                                 | -2                                                                         |                                                                            |
| 22-3-2024                                                                  | Filadelfia                                                                 | Argentina                                                                  | 3 – 0                                                                      | El Salvador                                                                | Amichevole                                                                 | -3                                                                         |                                                                            |
| 6-6-2024                                                                   | San Salvador                                                               | El Salvador                                                                | 0 – 0                                                                      | Porto Rico                                                                 | Qual. Mondiali 2026                                                        | -                                                                          |                                                                            |
| 9-6-2024                                                                   | Paramaribo                                                                 | Saint Vincent e Grenadine                                                  | 1 – 3                                                                      | El Salvador                                                                | Qual. Mondiali 2026                                                        | -1                                                                         |                                                                            |
| 14-6-2024                                                                  | Chester                                                                    | El Salvador                                                                | 0 – 1                                                                      | Perù                                                                       | Amichevole                                                                 | -1                                                                         | 46’                                                                        |
| 8-9-2024                                                                   | Rincon                                                                     | Bonaire                                                                    | 1 – 2                                                                      | El Salvador                                                                | CONCACAF Nations League 2024-2025                                          | -1                                                                         |                                                                            |
| 10-10-2024                                                                 | Kingstown                                                                  | Saint Vincent e Grenadine                                                  | 2 – 3                                                                      | El Salvador                                                                | CONCACAF Nations League 2024-2025                                          | -2                                                                         |                                                                            |
| 14-11-2024                                                                 | San Salvador                                                               | El Salvador                                                                | 1 – 0                                                                      | Bonaire                                                                    | CONCACAF Nations League 2024-2025                                          | -                                                                          |                                                                            |
| 31-5-2025                                                                  | Chattanooga                                                                | El Salvador                                                                | 1 – 1                                                                      | Guatemala                                                                  | Amichevole                                                                 | -1                                                                         | 46’                                                                        |
| 10-6-2025                                                                  | San Salvador                                                               | El Salvador                                                                | 1 – 1                                                                      | Suriname                                                                   | Qual. Mondiali 2026                                                        | -1                                                                         |                                                                            |
| 17-6-2025                                                                  | San Jose                                                                   | Curaçao                                                                    | 0 – 0                                                                      | El Salvador                                                                | Gold Cup 2025 - 1° turno                                                   | -                                                                          |                                                                            |
| 21-6-2025                                                                  | Houston                                                                    | Honduras                                                                   | 2 – 0                                                                      | El Salvador                                                                | Gold Cup 2025 - 1° turno                                                   | -2                                                                         |                                                                            |
| 24-6-2025                                                                  | Houston                                                                    | Canada                                                                     | 2 – 0                                                                      | El Salvador                                                                | Gold Cup 2025 - 1º turno                                                   | -2                                                                         |                                                                            |
| Totale                                                                     |                                                                            | Presenze                                                                   | 46                                                                         |                                                                            | Reti                                                                       | -50                                                                        |                                                                            |

## Palmarès

### Club

#### Competizioni nazionali
- Primera División de Fútbol Profesional: 4

Alianza: Apertura 2020, Apertura 2021, Clausura 2022, Clausura 2024